# La Dépêche de Tahiti
 (juin 2018).
Si vous disposez d'ouvrages ou d'articles de référence ou si vous connaissez des sites web de qualité traitant du thème abordé ici, merci de compléter l'article en donnant les références utiles à sa vérifiabilité et en les liant à la section « Notes et références ».
La Dépêche de Tahiti est un journal publié à Tahiti en Polynésie française. Créé le 3 août 1964 par Philippe Mazellier, c'était  le quotidien le plus lu par les Polynésiens avec un tirage journalier de plus de 15 000 exemplaires, distribués à Tahiti mais aussi dans les îles les plus éloignées de Polynésie. De décembre 2022 à avril 2024, le journal ne sera accessible qu'en version web. Après licenciement économique des cinq salariés de la rédaction, le quotidien en ligne est placé « en sommeil » depuis mai 2024 par la société éditrice Naos, propriétaire du titre et de ses archives depuis 1964.

## Historique
La mise en service à l'imprimerie de rotatives, au début des années 1980, a accéléré le développement du journal en améliorant à la fois la qualité et les délais d'impression. Pendant ce temps, la rédaction de La Dépêche a mis l’accent sur l'information locale et sur l'illustration. Quelques années plus tard, les premières photos couleur apparaissent à la « une » du quotidien. En 1986, le service de la saisie est modernisé avec l'achat de photocomposeuses à laser. En 1988, La Dépêche de Tahiti est rachetée par le groupe de presse Hersant pour environ 550 millions Fcfp. À partir de 1994, La Dépêche paraît également le dimanche.
Le 15 septembre 2008, La Dépêche de Tahiti active son propre site web. Une sélection des informations du journal papier sont alors retranscrites quotidiennement sur le site à partir de 14 h (heure locale).
En 2011, le Groupe Hersant Média, qui a des difficultés financières, cède ses quotidiens et revues à trois actionnaires : la SCP Chin Foo, Richard Bayley et Paul Yeou Chichong. Ces deux derniers cèderont leur part en 2014 à Dominique Auroy, homme d'affaires local, qui fermera Les Nouvelles de Tahiti dans les mois qui suivront son entrée au capital, pour des raisons budgétaires.
À la suite d'une liquidation judiciaire intervenue en avril 2022, le journal est repris au mois d'octobre par trois actionnaires : Patrice Colombani, Jean Louis Chailly et Abdelkrim Ahed. Le journal renaît le 14 décembre 2022 en version dématérialisée, la version papier reste « à l'étude ».
Sont nommés :
- M. Patrice Colombani : gérant de la société Naos, éditrice du quotidien la Dépêche de Tahiti ;
- M. Abdelkrim Ahed : directeur de la rédaction du journal ;
- M. Damien Grivois : rédacteur en chef.

Face à d'importantes difficultés économiques, le personnel de La Dépêche de Tahiti est licencié en avril 2024,. Le titre est alors mis « en sommeil » par la société Naos, qui reste propriétaire du titre et de ses archives depuis 1964.